# Аксуат (Чингірлауський район)
Аксуа́т (каз. Ақсуат) — село у складі Чингірлауського району Західноказахстанської області Казахстану. Входить до складу Карагаського сільського округу.
Населення — 182 особи (2021; 289 у 2009, 319 у 1999, 311 у 1989).